# Aktiebolaget Hälsans gåva
Aktiebolaget Hälsans gåva är en svensk dramafilm från 1916 i regi av Georg af Klercker. 

## Handling
Ett ambulerande cirkussällskap går mycket dåligt, när "damen utan underkropp" slutar eftersom lönen uteblivit, är det bara en tidsfråga innan man tvingas ställa in. Dödsstöten kommer när polisen beslagtar all utrustning och direktören med familj står på bar backe. De börjar därför att tillverka en variant, baserad på vetemjöl och socker, av en undermedicin som de sett en annons om. 
Tio år senare insjuknar Jans dotter Anna. Han läser en annons om undermedicinen, söker upp direktören och köper medicinen. Anna blir inte bättre och man köper en ny sats av medicinen, som dock är märkt på ett annat sätt, men ser likadant ut. Bedrägeriet har blivit avslöjat. Annas fästman Sven beger sig till direktören för att beskylla honom för bedrägeriet. Han känner då igen honom som den gamle cirkusdirektören, Sven var nämligen "damen utan underkropp", och går till polisen. Cirkusdirektören blir så chockad att han får en hjärtattck och dör. Hans dotter vill gottgöra allt och ser till att Anna kommer till ett sanatorium, där hon blir frisk och får sin Sven, samtidigt som hon själv finner kärleken i en ung läkare på sanatoriet.

## Om filmen
Filmen premiärvisades 1917 på Biografen Sture i Stockholm. Filmen spelades in vid Hasselbladateljén i Otterhällan i Göteborg med exteriörer från Göteborgstrakten av Carl Gustaf Florin och Gustav A. Gustafson. Filmen baserades på en verklig händelse där den danske filmförevisaren Christian Olsen, som i seklets början drev Hälsovännens Kemiska Laboratorium i Sala där han under namnet Dr Neslo framställde humbugmedicin. Polisen ingrep så småningom och stoppade geschäftet.

## Rollista
- Manne Göthson - Jörgensen-Jensen, cirkusdirektör/humbugdoktor
- Tekla Sjöblom - Hans hustru
- Maja Cassel - Deras dotter
- Gabriel Alw - Jan i Lilltorpet
- Anna Löfström - Hans hustru
- Mary Johnson - Anna, deras dotter
- Arvid Hammarlund - Sven, hennes fästman
- Dagmar Ebbesen - Kontorist
- Ludde Gentzel - Cirkusbesökare